# Elodia pygmaea
Elodia pygmaea là một loài ruồi trong họ Tachinidae.